# 동산·채권 담보권
동산담보권 및 채권담보권은 담보약정에 따라 동산 또는 채권을 목적으로 등기한 담보권을 말한다. 여러 개의 동산이나 장래에 취득할 동산도 목적물의 종류, 보관장소, 수량을 정하거나 그 밖에 이와 유사한 방법으로 특정할 수 있는 경우에는 담보등기의 대상이 될 수 있다. 그러나 등기된 선박 등 다른 법률에 의해 등기•등록된 동산은 대상이 아니며, 화물상환증•선사증권•창고증권이 작성된 동산은 同 증권이 인도청구권을 표창하므로 동산담보권의 대상이 될 수 없다.무기명채권증서, 자산유동화법에 따른 유동화 증권, 자본시장에서의 거래대상인 증권도 동산담보권의 대상에서 제외된다.

## 설정자의 요건
동산담보권의 설정자는 법인 또는 상업등기법에 따라 상호등기를 한사람으로 한정된다.

## 담보권의 효력
담보등기된 담보권자는 채무자 또는 제3자가 제공한 담보목적물에 대하여 다른 채권자보다 자기의 채권을 우선변제받을 권리가 있다. 우선변제를 받기 위해 담보권자는 담보목적물의 경매를 청구할 권리가 있다. 정당한 이유가 있는 경우에는 담보권자는 담보목적물로써 직접 변제에 충당하거나 담보목적물을 매각하여 그 대금을 변제에 충당할 수 있다.
담보물이 수개이거나 可分的인 경우에도 담보권자는 채권 전부를 변제받을때까지 담보목적물 전부에 대하여 그 권리를 행사할 수 있다.

## 참고 문헌
- 이철송,상법총칙•상행위,(서울: 박영사, 2014)